# Симеон (митрополит Киевский)
Митрополит Симеон (?—1488) — митрополит Киевский, Галицкий и всея Руси (1481—1488).
Преосвященный Симеон стал епископом Полоцким и был возведён в сан архиепископа около 1477 года.
С согласия польского короля православные епископы Киевской митрополии выбрали себе Митрополитом Симеона, архиепископа Полоцкого. Король Казимир IV позволил ему получить утверждение не в Риме, а в Константинополе. Константинопольский Патриарх Максим утвердил Симеона и прислал ему свое «Благословенное письмо», в котором обращался не только к нему, но и ко всем епископам, священникам и верным Святой Церкви. Патриаршее послание привезли два экзарха: митрополит Энейский Нифонт и епископ Ипанейский Феодорит, которые и совершили интронизацию нового Митрополита вместе с епископами Киевской митрополии в Новгородке 1481 года.
Его избрание обозначило тенденцию Киевской Митрополии добиться независимости во внутренних делах от патриарха и прекратило недоразумения, связанные с деятельностью непризнанного предшественника Симеона Митрополита Мисаила и Спиридона, предназначенного Царьградом на Киевскую митрополию.
При нём крымский хан Менгли-Гирей в 1482 году взял и выжег Киев и Печерский монастырь и ограбил Софийский собор.
В Супрасльской летописи говорится, что он рукоположил архимандрита Вассиана в сан епископа Владимирского и Брестского.
Митрополит Симеон поставил Макария архимандритом Виленского Троицкого монастыря.
Скончался в 1488 году.